# Shimeji

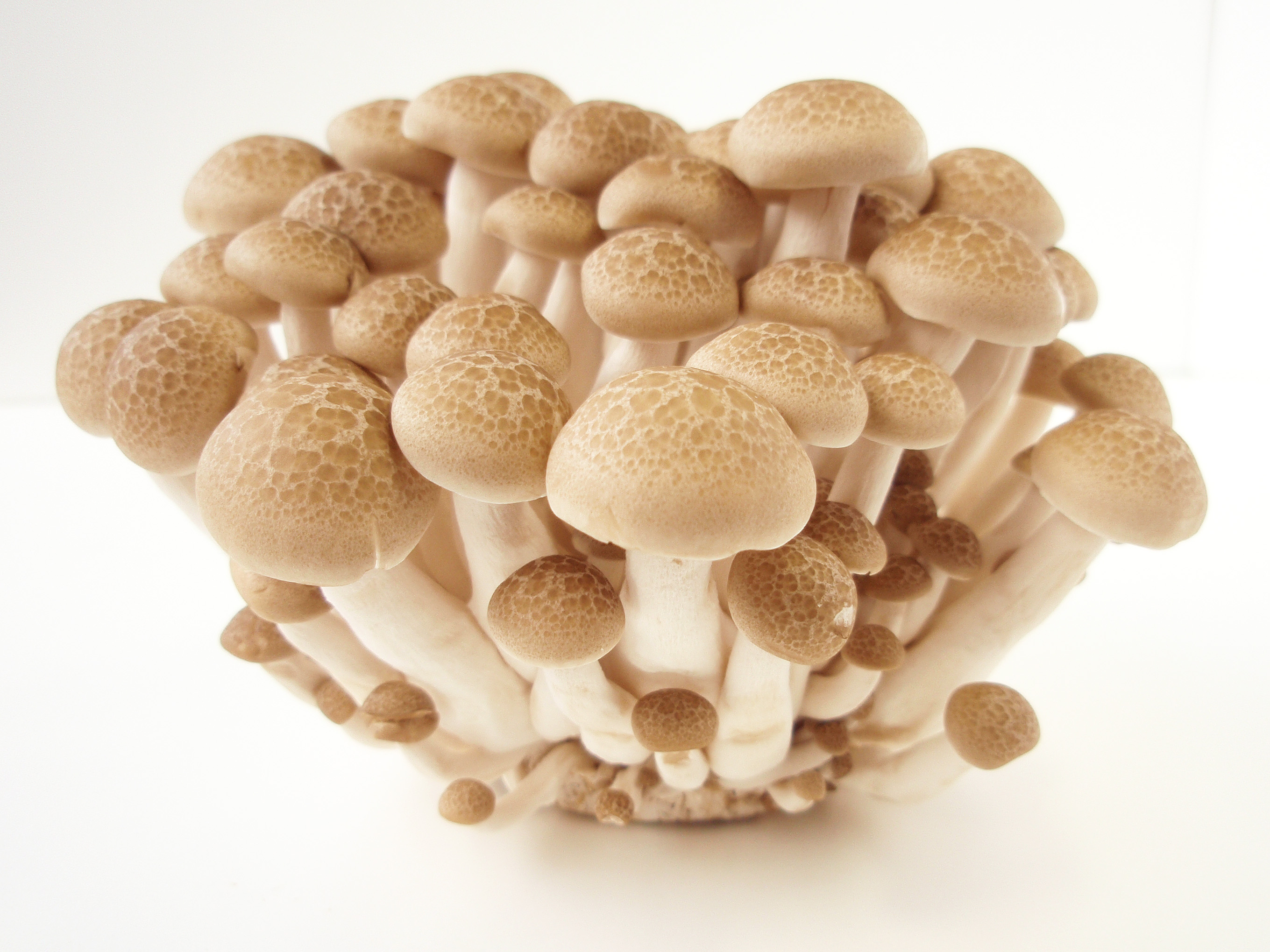
Bunashimeji (브나시메지).

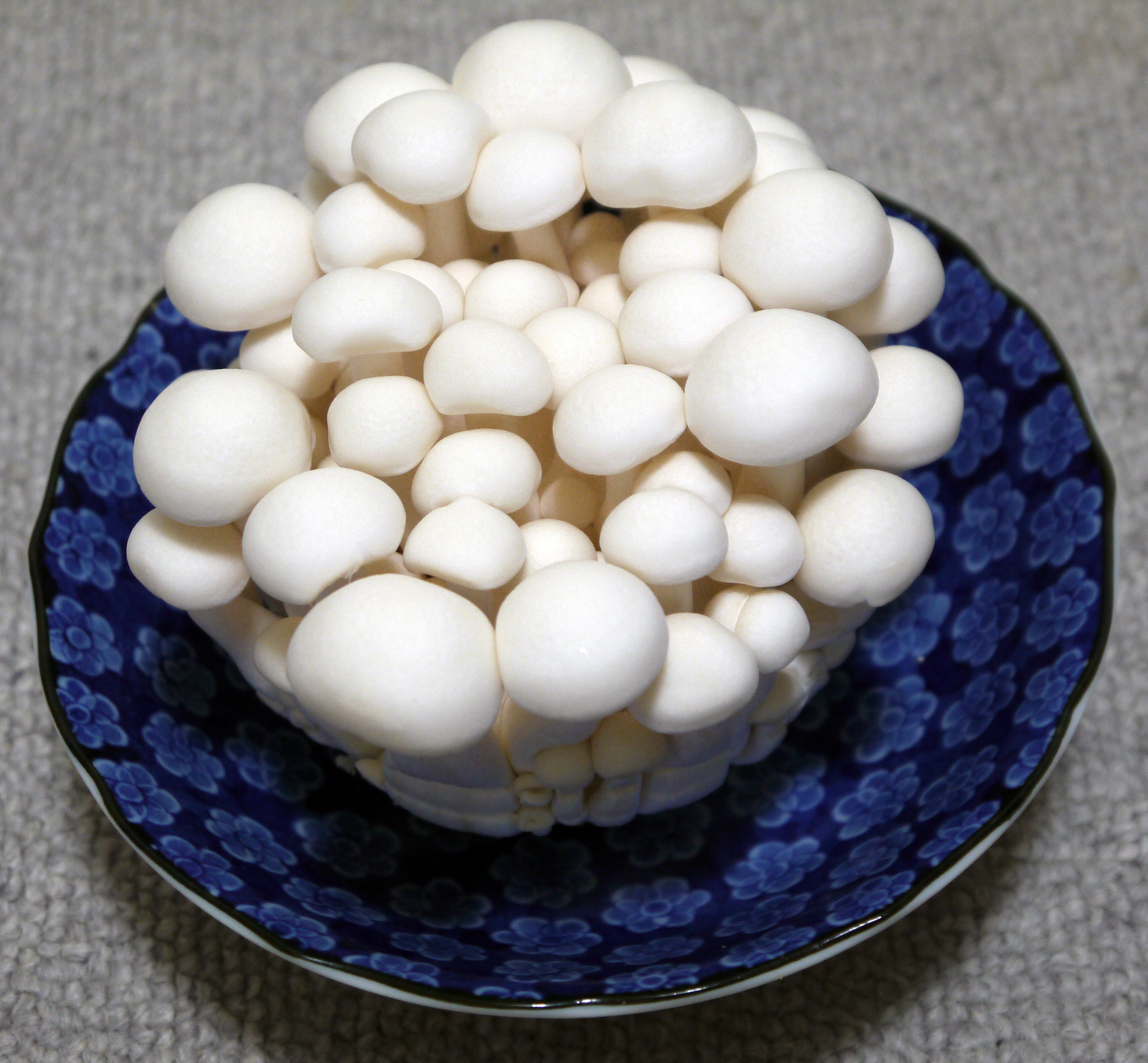
Bunapishimeji (브나피)

S'anomena shimeji (シメジ, 占地) a un grup de bolets comestibles originaris de l'Àsia oriental, però presents també al nord d'Europa. El hon-shimeji (Lyophyllum shimeji) és un fong micorriza difícil de conrear. Altres espècies són detritívores, i el bunashimeji es cultiva àmpliament en l'actualitat. Els fongs shimeji són rics en compostos amb sabor umami com l'àcid guanílic, l'àcid glutàmic i l'àcid aspàrtic.
Els shimeji sempre han de cuinar-se, ja que no resulten bons servits crus pel seu sabor una mica amarg, que desapareix completament durant la cocció. Els shimeji cuinats tenen una textura agradable, ferma i lleugerament cruixent, i un lleuger gust de nou. La cocció també els fa més fàcils de pair. Resulten adequats en receptes saltejades, com amb carn de caça o marisc. També es poden fer servir en sopes, estofats i salses. Quan es cuinen sols, es poden saltar sencers, incloent-hi el peu, a foc viu, o es pot rostir a foc lent amb una petita quantitat de mantega o oli. S'empra en sopa, nabemono i takikomi gohan.